# Antonio Carlo Napoleone Gallenga
Antonio Carlo Napoleone Gallenga (1810-1895) fue un autor italiano y patriota.

## Biografía
Nació en Parma el 4 de noviembre de 1810. Era el hijo mayor de una familia acomodada piamontesa, y se desempeñó durante diez años en el ejército Francés bajo Masséna y Napoleón.
Él terminó su educación en la Universidad de Parma, cuando la Revolución Francesa de 1830 a causó ingreso a Italia. Él simpatizaba con el movimiento, y dentro de unos meses fue sucesivamente un conspirador, un prisionero del estado, un combatiente y un fugitivo. Durante los siguientes cinco años vivió una vida errante en Francia, España y África. En agosto de 1836, se embarcó para Nueva York, y tres años más tarde viajó a Inglaterra, en donde él se desempeñó como traductor y profesor de idiomas.
En 1854, a través de la influencia de Cavour, fue elegido diputado al Parlamento Italiano. Conservó su escaño hasta 1864, pasando el verano en Inglaterra y el cumplimiento de sus funciones parlamentarias en Turín en el invierno. En el estallido de la Guerra Austro-sarda de 1859, fue a Lombardía como corresponsal de guerra de The Times. La campaña fue tan breve que la lucha había terminado antes de su llegada, pero su relación con The Times siguió durante veinte años. Fue un notable escritor con un gran dominio del idioma inglés. Él ayudó a establecer un sentimiento amistoso hacia Italia, que se convirtió en tradicional en Inglaterra.
En 1859, Gallenga compró una residencia en las Cataratas, en Llandogo en el Wye, y allí se retiró en 1885. Él murió en esta casa el 17 de diciembre de 1895. Gallenga se casó dos veces.

## Trabajos
Entre sus principales obras están:
- Pasado de Italia y Presente (1848);
- Histórial de Frá Dolcino y su Tiempo (1853);
- Historia de Piamonte (3 vols., 1855;
  - Traducción italiana, (1856);
- Vida en el campo de Piamonte (1858);
- La Invasión a Dinamarca (2 vols., 1864);
- La perla de las Antillas [viajes en Cuba] (1873);
- Italia Revisited (2 vols., 1875);
- Dos Años de la Cuestión de Oriente (2 vols., 1877);
- El Papa [Pius IX] y el Rey [Victor Emmanuel] (2 vols., 1879);
- América del sur (1880);
- Una gira de Verano en Rusia(1882);
- Reminiscencias ibéricas (2 vols., 1883);
- Episodios de mi Segunda Vida (1884);
- Italia, Presente y Futuro (2 vols, 1887).

Las publicaciones más tempranas aparecieron bajo el seudónimo de Luigi Mariotti.[1]